# Sing “Yesterday” for Me
Sing “Yesterday” for Me (イエスタデイをうたって Iesutadei wo Utatte) ist der Titel einer Anime-Fernsehserie, die auf der gleichnamigen Manga-Reihe der Mangaka Kei Toume basiert.
Der Anime entstand im Animationsstudio Dōga Kōbō, wobei Yoshiyuki Fujiwara Regie führte.

## Handlung
Die Handlung der Serie spielt größtenteils in einem Vorort von Shinjuku im Jahr 2002. Rikuo Uozumi hat das College abgeschlossen, hat aber keine Ahnung, was er in seinem Leben erreichen möchte. Deshalb beginnt er in einem Konbini zu arbeiten, um etwas Geld zu verdienen. Haru Nonaka, eine Schulabbrecherin, besucht den Laden mit ihrem Haustier, einer Krähe namens Kansuke, regelmäßig. Rikuo hegt nach wie vor Gefühle für Shirako Morimone, eine ehemalige Klassenkameradin, die im Begriff ist, eine Laufbahn als Lehrerin anzutreten. Eines Tages taucht Shirako plötzlich an Rikuos Arbeitsstelle auf.
Doch auch Haru, die sich in Rikuo verliebt hat, wird mit ihrer Vergangenheit konfrontiert als ihr ehemaliger Mitschüler Kōichi Minato wieder in ihr Leben tritt und ihr seine Gefühle für sie offenbart.

## Produktion
Am 18. April 2019 wurde angekündigt, dass die Manga-Reihe der Mangaka Kei Toume eine Umsetzung als Anime-Fernsehserie erhalten werde. Im November gleichen Jahres wurde das Produktionsteam der Serie enthüllt. Als Regisseur fungiert Yoshiyuki Fujiwara, der bereits Serien wie New Game!, Sword Art Online und Attack on Titan realisierte. Das Drehbuch stammt aus der Feder von Jin Tanaka, die bereits bei Serien wie One Piece und Tokyo Ghoul mitwirkte, während das Charakterdesign von Junichirō Taniguchi konzipiert wurde.
Die Animeserie entstand im Studio Dōga Kōbō und wurde von DMM.futureworks produziert. Ende Januar 2020 wurden Teile des Sprechercasts bekannt gegeben. So wird Rikuo von Chikahiro Kobayashi gesprochen, Haru Nonaka von Yume Miyamoto. Weitere Sprecher sind Natsuki Hanae als Rō Hayakawa und Kana Hanazawa, die Shinako Morinome ihre Stimme leiht. Des Weiteren wurde bekannt gegeben, dass die Animeserie 18 Episoden umfasst, wovon zwölf im Fernsehen gezeigt werden während die restlichen sechs Folgen lediglich online verfügbar sein sollen.
Mitte Februar 2020 wurden 21 weitere Synchronsprecher angekündigt, die in der Animeserie eine Sprechrollen erhalten. Das Titellied ist Kago no Naka ni Tori der japanischen Rockband Yourness, welches im Abspann der Serie zu sehen ist.
Im Zuge des Ausbruchs des neuartigen Coronavirus SARS-CoV-2 und der damit verbundenen COVID-19-Pandemie in Japan kam es ab März zu zahlreichen Verschiebungen und Unterbrechungen diverser Anime-Projekte. Die Produktion von Sing „Yesterday“ for Me konnte am 12. April 2020 beendet werden, wobei der Status der Postproduktion zu diesem Zeitpunkt nicht bekannt war.

## Veröffentlichung
Am 19. November 2019 wurde der Start der Serie für den Frühjahr 2020 angesetzt. Ende Januar 2020 wurde die Premiere der ersten Episode für den 4. April angekündigt. Die ersten zwölf Episoden werden im japanischen Fernsehprogramm zu sehen sein, während die letzten sechs Folgen der 18 Episoden umfassenden Serie exklusiv auf AbemaTV online verfügbar sein werden. Am 27. März 2020 wurden die ersten zehn Minuten der ersten Episode vorab gezeigt.
In Deutschland wird die Serie bei Crunchyroll im Simulcast in Originalsprache mit deutschen Untertiteln gezeigt. Am 31. Mai 2021 gab Kazé Anime bekannt, die Serie in Deutschland auf DVD und Blu-ray-Disc zu veröffentlichen.

## Synchronisierung
| Rolle             | Japanische Stimme (Seiyū) | Deutsche Stimme      |
| ----------------- | ------------------------- | -------------------- |
| Rikuo Uozui       | Chikahiro Kobayashi       | Benedikt Gutjan      |
| Rō Hayakawa       | Natsuki Hanae             | Philip Süß           |
| Haru Nonaka       | Yume Miyamoto             | Jana Dunja Gries     |
| Shinako Morinome  | Kana Hanazawa             | Julia von Tettenborn |
| Herr Tanabe       | Daichi Endou              | Tobias Brecklinghaus |
| Chika Huzuhara    | Eri Kitamura              | Nicole Hise          |
| Morita            | Kaori Nazuka              | Vanessa Wunsch       |
| Kyōko Sayama      | Maaya Sakamoto            | Signe Zurmühlen      |
| Youko Akimoto     | Takako Honda              | Milena Karas         |
| Katsumi Takishita | Shun Horie                | Yannik Raiss         |
| Takanori Fukuda   | Takuma Terashima          | Michael Borgard      |
| Kinoshita         | Tatsuhisa Suzuki          | Vincent Fallow       |
| Kōichi Minato     | Yūki Ono                  | Jannik Endemann      |